# Tamopsis kimberleyana
Espèce
Tamopsis kimberleyana est une espèce d'araignées aranéomorphes de la famille des Hersiliidae.

## Distribution
Cette espèce est endémique du Kimberley en Australie-Occidentale,.

## Description
Les mâles mesurent de 3,1 à 3,45 mm.

## Étymologie
Son nom d'espèce lui a été donné en référence au lieu de sa découverte, le Kimberley.

## Publication originale
- Baehr & Baehr, 1998 : New species and new records of Hersiliidae from Australia (Arachnida: Araneae: Hersiliidae). Sixth supplement to the revision of the Australian Hersiliidae. Records of the Western Australian Museum, vol. 19, no 1, p. 13-38 (texte intégral).